# Carl Bildt
Nils Daniel Carl Bildt, né le 15 juillet 1949 à Halmstad dans la province de Halland, est un homme d'État suédois. Chef des Modérés, le principal parti de droite en Suède, de 1986 à 1999, ministre d'État suédois de 1991 à 1994, puis ministre des Affaires étrangères entre 2006 et 2014 dans le gouvernement de Fredrik Reinfeldt. Connu pour ses positions atlantistes, il lui a été reproché ses liens personnels avec des entreprises américaines d'armement.

## Biographie
Bildt est né le 15 juillet 1949 à Halmstad, Halland, dans une vieille famille noble traditionnellement domiciliée dans le comté de Bohus.
Il a fréquenté l'Université de Stockholm, mais n'a jamais obtenu de diplôme. Il participe à une organisation étudiante de centre-droit, au début des années 1970 et montre tôt son engagement envers le projet de l'Union européenne en rejoignant les Jeunes Européens fédéralistes, une organisation de jeunes qui vise à promouvoir l'intégration européenne, dont il deviendra vice-président de la section suédoise.
Après 1976, il sert en tant que coordinateur des Modérés, étant proche collaborateur du chef du parti et ministre de l’Économie Gösta Bohman. Il devient membre du Parlement en 1979, mais il travaille essentiellement comme Secrétaire d'État à la coordination des politiques dans le gouvernement non-socialiste après cette élection. En tant que député dans les années quatre-vingt, il se fait remarquer pour ses positions opposées à celles du Premier ministre Olof Palme.

### Premier ministre
Le 4 octobre 1991, Bildt devient le premier premier ministre conservateur en Suède en 61 ans. Ses politiques gouvernementales sont axées sur la libéralisation et la réforme de l'économie suédoise et engagent la Suède dans la voie de l'intégration à l'Union européenne. Il entame ainsi les négociations pour l'adhésion de la Suède à l'Union européenne.
Il fait adopter en 1992 la réforme des écoles privées sous contrat et la suppression de la carte scolaire, des réformes favorisant la privatisation de l'éducation.
La période est marquée par une grave crise économique. En novembre 1992, la crise atteint son paroxysme lorsque la Suède décide de quitter le mécanisme de change européen et de laisser flotter la couronne après avoir défendu le taux de change fixe à un coût énorme. Des réductions budgétaires d'urgence sont négociées avec les sociaux-démocrates afin de réduire le déficit public en 1994 et 1995. Les sociaux-démocrates regagnent alors assez de terrain pour gagner les élections suivantes.

### Mandats internationaux, lobbying et intérêts privés
Ayant perdu les élections de 1994, Carl Bildt se tourne vers la scène internationale. En 1995, il est nommé envoyé spécial de l'Union européenne en Bosnie-Herzégovine et de 1995 à 1997 fut haut représentant international en Bosnie-Herzégovine. De 1999 à 2001, il est l'envoyé spécial du secrétaire général de l'ONU dans les Balkans.
Bildt est membre de plusieurs organisations mondialistes, ayant pour but de favoriser les projets de mondialisation économique ou politique sous l'égide des États-Unis. Il est membre de la Commission Trilatérale depuis 1998, membre de l'International Advisory Board du CFR, un laboratoire d'idées américain, depuis 2003 et de The Project on Transitional Democracies, une plate-forme visant à accélérer le rythme des réformes dans les démocraties post-1989 et l'avancement de la date de l'intégration de ces démocraties dans les institutions de l'euro-atlantique.
Dans le champ de la politique publique internationale, il est membre du Centre for European Reform, du conseil international de l'Institut international d'études stratégiques (IISS) basé à Londres, administrateur de l'European Policy Institute, de l'Institut Aspen-Italie, de Les Amis de l'Europe et de la New Eurasia Foundation, membre du comité éditorial du magazine russe Global Affairs, membre du conseil de surveillance de la Fondation Carnegie pour la paix internationale-Moscow Center. Il fut invité à la conférence annuelle du Groupe Bilderberg en 1996, 1997, 1999, 2000, 2006 et 2008.
Il exerce ou a exercé des fonctions importantes au sein de plusieurs entreprises internationales, suédoises et américaines. Il est président de Kreab (sv), Nordic Venture Network et de Teleoptimering AB. En Suède, il est directeur non-exécutif de Vostok Nafta, Lundin Petroleum, HiQ et de Öhmans.
Aux États-Unis, il est administrateur de la RAND Corporation, directeur non-exécutif de Legg Mason.
Bildt a été maintes fois critiqué par la presse et diverses ONG comme Amnesty International pour les conflits d'intérêts potentiel dus à sa participation concomitante à des entreprises privées, des groupes de lobbying et à ses différents mandats publics comme dans le cas notamment des opérations de Lundin Oil au Soudan.
Il quitte ses fonctions dans le privé en devenant ministre des Affaires étrangères en octobre 2006.

### Ministre des Affaires étrangères
Il est ministre des Affaires étrangères entre 2006 et 2014 dans le gouvernement de Fredrik Reinfeldt. Durant son ministère, le Kosovo proclame unilatéralement son indépendance vis-à-vis de la Serbie le 17 février 2008 sans l'approbation du Conseil de sécurité des Nations unies. La Suède reconnaît celle-ci le 4 mars 2008. Le 8 mars 2008, Carl Bildt est le premier ministre des Affaires étrangères à visiter officiellement le pays depuis que celui-ci a déclaré son indépendance.
Pendant les troubles Euromaidan 2014 en Ukraine, Carl Bildt s'est illustré par son soutien aux manifestants puis au nouveau gouvernement ukrainien et par ses positions anti-russes. Décrivant le référendum en Crimée comme illégal, il déclare celui-ci « invalide, quelle que soit la façon dont les gens votent ». Carl Bildt a été critiqué dans les médias suédois pour ignorer et de minimiser les problèmes avec l'extrémisme de droite dans la partie ukrainienne, notamment avec le parti Svoboda,,,. Durant la guerre du Donbass, il est également critiqué pour sa « rhétorique menaçante » et son comportement « peu diplomatique » opposés au dialogue nécessaire avec la Russie.
Il est commandeur de la Légion d'honneur.
Le 6 avril 2012, il est pris à partie par la journaliste Florence Hartmann qui lui reproche sa présence au 20e anniversaire du début du siège de Sarajevo, affirmant que celui-ci n'avait pas le droit moral d'assister à la commémoration du début du siège de la capitale bosniaque et de ses 11 000 habitants qui y ont péri, étant donné sa complaisance envers Slobodan Milosevic lorsqu'il était Premier ministre de Suède et représentant de l'Union Européenne en ex-Yougoslavie, chargé des négociations de paix.

## Idées politiques
Carl Bildt est connu pour ses positions atlantistes notamment pour son lobbying en faveur de la guerre d'Irak. En 2003, il annonce publiquement son soutien à l'invasion de l'Irak dans le New York Times. Il prévoit alors que seront nécessaires après la chute du régime de Saddam Hussein « 4 à 6 ans » de reconstruction. Évoquant les « armes de destruction massive », il appelle à la suppression du régime irakien, condition nécessaire selon lui pour parvenir à la paix. Il annonce que « les prochaines semaines devraient être le début de la fin de décennies de guerre pour les peuples de l'Irak et de la région ». Il lui est reproché ses liens avec l'industrie américaine de l'armement du fait de sa position en tant que membre du conseil d'administration de gestionnaire d'actifs Legg Mason, avec d'importants intérêts dans l'industrie de guerre américaine.
Il s'est prononcé pour l'entrée de la Turquie dans l'Union européenne. Parmi les arguments en faveur de la Turquie, il salue ce qu'il perçoit comme un « processus de paix en cours avec sa propre population kurde » qui serait « tout à l'honneur du président Recep Tayyip Erdoğan ».
Bildt est, avec le ministre des Affaires étrangères polonais Radosław Sikorski, l'un des principaux architectes du Partenariat oriental de l'UE. Début juin 2014, Bildt a reçu une certaine attention des médias à la suite d'un entretien du Financial Times, où il décrit sa position négative face à la possibilité d'un « oui » sur le référendum sur l'indépendance écossaise, en disant que cela conduirait à une « balkanisation » de la Grande-Bretagne.

## Distinctions
- Commandeur de la Légion d'honneur
- Ordre de la Croix de Terra Mariana de première classe